# Lelići
Lelići (cyr. Лелићи) – wieś w Serbii, w okręgu zlatiborskim, w mieście Užice. W 2011 roku liczyła 328 mieszkańców.